# Davy Jones (nhân vật)
Davy Jones là một nhân vật tưởng tượng xuất hiện trong loạt phim về Cướp biển vùng Caribbean. Ông có bề ngoài thân thể được tưởng tượng từ một loài sinh vật biển có nhiều vòi (như vòi bạch tuộc). Hình tượng của ông được lấy ý tưởng bằng việc dựa trên huyền thoại về Tủ Khóa Của Davy Jones (một thuật ngữ nói về tận sâu lòng đáy biển, nơi an nghỉ của những hải tặc bị chết). Trong bộ phim Cướp biển vùng Caribbean, nhân vật này do diễn viên Bill Nighy đảm nhiệm thông qua kỹ thuật Motion Capture ứng dụng trong tập phim Cướp biển vùng Caribbean: Chiếc rương tử thần. Hệ thống máy tính làm nên hình ảnh này được tán dương rất cao bởi vì nó tạo ra cho khán giả sự thuyết phục rất lớn chỉ sau nhân vật King Kong trong bộ phim cùng tên vào năm 2005. Davy Jones được biết nhiều với sự xuất hiện đầu tiên ở phần hai bộ phim Cướp biển vùng Caribbean mang tên: Chiếc Rương Thần Chết (Dead Man's Chest). Nhân vật mang lại Giải Oscar cho Hiệu ứng hình ảnh (Academy Award for Visual Effects) trong lần ra mắt phần 2 bộ phim vào năm 2006. Ở phần 3 của bộ phim Nơi Tận Cùng Thế giới (At World's End), Davy Jones lại xuất hiện đảm trách vai phản diện.
Trong bộ 3 phim Cướp biển vùng Caribbean, Davy Jones là thuyền trưởng con tàu Người Hà Lan Bay (The Flying Dutchman), còn gọi là "Tàu ma". Tàu Flying Dutchman xuất hiện trong phần 2 và phần 3 bộ phim. Con tàu được Jones lái trên biển để tìm kiếm linh hồn phục vụ mình cho một thế kỷ. Trước đó, ông dành tình yêu cho Calypso. Jones là huyền thoại biển cả, ông là bí mật đằng sau truyền thuyết về Chiếc Rương Tử Thần, một khía cạnh lớn của phần 2 bộ phim.
CÔng nghệ mô phòng hình ảnh bằng máy tính dùng để tạo ra nhân vật Jones đã được Entertainment Weekly vinh danh là nhân vật phim do máy tính tạo ra được yêu thích thứ 10 trong lịch sử điện ảnh, sau King Kong năm 2007. Tác phẩm về Davy Jones của Industrial Light and Magic đã mang về cho họ Giải thưởng Học viện về Hiệu ứng Hình ảnh năm 2006 cho Dead Man's Chest .

## Ý tưởng và sáng tạo

### Quá trình sản xuất phim
Trước khi chính thức diễn nhân vật này, Bill Nighy đã gặp và trao đổi với Jim Broadbent, Iain Glenn và Richard E. Grant cho vai diễn.
Mọi thủy thủ xuất hiện trên tàu Flying Dutchman, kể cả Davy Jones, đều được tạo hình từ kỹ thuật vi tính 3-D (trừ nhân vật "Bootstrap Bill" do Stellan Skarsgård thủ vai). Quá trình diễn phim được ghi lại bằng cách dựa trên các cảnh quay thực sự dưới sự sắp đặt đạo diễn, như thế phim sẽ sống động nhiều hơn so với việc thực hiện phim dựa chủ yếu bằng kỹ thuật máy tính. Tuy nhiên ở phần 3 bộ phim, Jones không còn là một nhân vật làm bằng máy tính nữa mà được diễn bởi Bill trong lốt áo da bên ngoài. Cũng có nhiều khán giả thấy được những lỗi nhầm lẫn trong phim nhưng thực chất không đáng kể.

### Sự thiết kế và sự xuất hiện
Ngoại hình Davy Jones được thiết kế bởi nhà sản xuất phim để tạo ra ngoại dạng hỗn hợp từ nhiều nhân tố khác nhau là yếu tố thực vật biển (aquatic flora) và ngoải điểm của sinh vật sống (fauna features). Điểm ấn tượng nhất của Jones chính là đầu của anh ta, được thiết kế theo ý tưởng từ hệ động vật chân đầu (Bạch tuộc). Trước hết, râu được thiết kế giống xúc tua của loài bạch tuộc và lên tới đầu giống như Cthulhu. Suốt một bộ phim, Davy Jones dùng những chiếc xúc tua cầm nắm các vật thể và di chuyển nó một cách linh hoạt, cụ thể là chiếc chìa khóa mở chiếc rương tử thần, cái nón của Jones và những phím đàn ống. Hình ảnh đáng nhớ nhất là phần thịt dư lồi ra phía dưới chiếc nón 3 sừng. Ý tưởng của màu làn da Davy Jones lấy từ màu cà phê in vết trên tách, sau đó được scan lên máy tính chỉnh sửa để đưa vào làn da nhân vật. Có thể vì chiếc mũi Jones quá bé không đủ để tồn tại trên khuôn mặt cho nên thực tế khi Jones thở thì nhịp thở gấp gáp thể hiện qua 2 ống xúc tua khá ngắn (nhấn mạnh 2 lỗ tròn đầu xúc tua) được lắp cạnh bên khuôn mặt. Cánh tay phải của Jones được thiết kế giống như cái càng của một loài giáp xác, ngón tay trỏ của bàn tay trái là một xúc tua dài nổi bật trên bàn tay (dài hơn nhiều so với những ngón còn lại), chân phải là chân một con cua. Giọng nói của Jones cũng nhấn mạnh khác biệt bởi giọng Xcốtlen. Ban đầu, người viết kịch bản Gore Verbinski muốn Davy Jones là người Hà Lan, do đó Jones là thuyền trưởng của người Hà Lan. Tuy vậy diễn viên Nighy phản ứng lại:"... Tôi không đóng vai người Hà Lan {giọng nói}. Tôi chọn vai Scotland".
Trong tập Nơi tận cùng thế giới, Jones đã trở lại chính bản thân người của mình trong cuộc gặp gỡ với Tia Dalma. Vẻ ngoài này đã phản ánh sự biến đổi thân thể, sự thay đổi nhân dạng, râu mỏng lại và chia thành nhiều đường dài thay thế các xúc tua. Nó được cho rằng sự biến đổi của Jones là do bị mắc một lời nguyền do chính anh ta mang lại vì phá hủy lời ước thề, do vậy Jones phải đưa các linh hồn thất lạc đến nơi tận cùng thế giới (World's End).

### Vài nét về những yếu tố tưởng tượng khác

#### Davy Jones trong phim
Trong 2 tập phim Cướp biển vùng Caribbean I và II, nhân vật Davy Jones bắt đầu xuất hiện với vị thế là một thuyền trưởng con tàu Flying Dutchman. Người ta chỉ thấy được Jones đến từ Scotland và không biết được chính xác tuổi của ông. Ông được biết nhiều hơn với vị thế là chúa tể của biển cả, là người chở các linh hồn thất lạc trên biển. Nhưng mấu chốt bộ phim là khác, Jones được nhấn mạnh là một người bình thường như bao thuyền trưởng khác, bằng chứng là sự biến đổi trở về nhân dạng thật của ông khi gặp Calypso. Đặc biệt là tình yêu giữa Davy Jones và Calypso cũng chính là nguyên do của sự thay đổi nhân dạng. Tình yêu này không tốt đẹp dẫn đến sự thù hận giữ hai bên, tuy nhiên cả hai vẫn không quên nhau, Jones luôn nhớ đến Calypso bằng kỷ vật và những phím đàn. Cùng với sự thù hận, Jones đã tiết lộ cho hội Brethren biết cách giam Calypso trong hình thể con người (Tia Dalma). Sau đó, Jones rạch lấy trái tim của mình rồi cho vào một chiếc rương, đó là Chiếc Rương Tử Thần (Dead Man's Chest).
Chiếc rương được khóa bởi một ổ khóa kiên cố và được niêm phong rất kỹ. Bên trong rương, bên cạnh quả tim còn có rất nhiều lá thư tình mà Jones gửi tặng cho Calypso. Chiếc Rương Tử Thần được chôn tại Isla Cruces, một hòn đảo tai họa. Sau đó Jones từ bỏ quá khứ, ông trở nên bất tử với hình dạng quái dị, lênh đênh trên biển cùng với các linh hồn thất lạc. Con tàu Flying Dutchman cũng bị biến đổi cùng với các thủy thủ khác trên tàu. Và từ đó, truyền thuyết về tàu Flying Dutchman cũng bắt đầu từ việc làm đắm những con tàu khác đem nô lệ mới cho chuyến đi của Jones.

#### Nơi tận cùng thế giới và tương lai
Vào cuối phần 2, trong lúc tranh chấp quả tim của Jones, James Norrington đã vô tình nắm giữ được nó. Do đó, anh ta được nhận làm trở lại Công ty Thương mại Đông Ấn. Sự kiện này chính là bước ngoặt mới bộ phim. Ở phần 3 bộ phim, Nơi tận cùng thế giới, Davy Jones không còn tự do làm chủ biển cả như phần trước nữa mà phải bị Công ty Thương mại Đông Ấn khống chế. Cuối phim, sau khi Jones đâm kiếm vào Will Turner, Jack bất bình đã dùng tay Will đâm quả tim của Jones khiến Jones thiệt mạng và mất quyền kiểm soát biển cả. Thay vào đó, với mệnh lệnh bất hủ "Tàu Người Hà Lan phải có thuyền trưởng (The Flying Dutchman must have captain)", cha của Will (Bootstrap) đã rạch lấy tim con trai mình để vào rương tử thần. khiến anh trở thành thuyền trưởng tàu Flying Dutchman và kiểm soát biển thế chỗ của Jones.

## Những lần xuất hiện khác
- Davy Jones xuất hiện lần đầu tiên trong loạt trò chơi điện tử Kingdom Hearts là Kingdom Hearts III, đóng lại vai diễn của anh ấy từ At World's End. Ông được Robin Atkin Downes lồng tiếng trong phiên bản tiếng Anh và Hōchū Ōtsuka trong phiên bản tiếng Nhật. Do các quy tắc kiểm duyệt, các cuộc đấu tay đôi của Jones với Jack Sparrow và Will Turner bị giảm đáng kể, và trái tim của ông không xuất hiện trong trò chơi.
- Davy Jones cũng được giới thiệu là nhân vật có thể điều khiển với DLC trong Disney Infinity cùng với Jack Sparrow và Hector Barbossa.[14]
- Davy Jones cũng xuất hiện trong trò chơi điện tử Sea of Thieves với bản cập nhật "A Pirate's Life".